# 마트로날리아

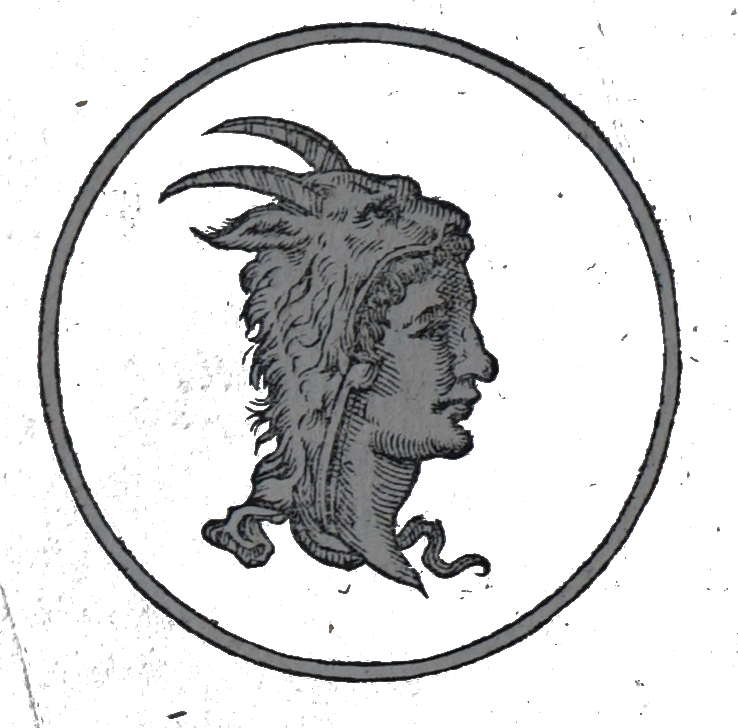

마트로날리아(Matronalia)는 유노를 기념하여 기혼 여성들이 매년 3월 1일에 거행한 고대 로마의 축제이다.